# 新竹市立香山高級中學
新竹市立香山高級中學，簡稱香山高中、香中、HSHS，是位於新竹市香山區的一間市立綜合型高級中等學校，前身為新竹縣立第一中學香山分部，高中部含普通科（含體育班）、資料處理科、美術工藝科以及附設進修部，鄰近臺鐵三姓橋車站。

## 歷史沿革
- 1956年：成立新竹縣立第一中學香山分部[1]。
- 1961年：8月1日獨立設置新竹縣立香山初級中學。
- 1968年：全國實施九年國民義務教育，更名為新竹縣立香山國民中學。
- 1982年：本為縣轄市的新竹市，合併香山鄉後，升格為省轄市，改隸為新竹市立香山國民中學。
- 1998年：8月增設高中部，改制為完全中學，更名為新竹市立香山中學，招收高一新生4班。
- 1998年：設立綜合高中部，開設資訊應用學程、美術工藝學程、應用外語學程。
- 2001年：改制為新竹市立香山高級中學。
- 2006年起成立體育班，招收的體育專長生為橄欖球、桌球、手球、射箭等。
- 2011年：綜合高中部停辦。改設普通科、資料處理科、美術工藝科，應用外語學程停止招生。

## 歷任校長
| 任期 | 姓名       | 任職日期  | 離職日期  | 備註                                                                     |
| ---- | ---------- | --------- | --------- | ------------------------------------------------------------------------ |
| 1    | 楊俊德先生 | 1956年8月 | 1969年7月 |                                                                          |
| 2    | 陳文龍先生 | 1969年8月 | 1971年7月 | 原苗栗縣立獅潭國民中學校長轉任，調任臺中縣立神岡國民中學                 |
| 3    | 蘇樄瀏先生 | 1971年8月 | 1982年7月 | 原新竹縣立橫山國民中學校長轉任，調任高雄縣立內門國民中學                 |
| 4    | 王一平先生 | 1982年8月 | 1986年7月 | 原新竹縣立員東國民中學校長轉任，調任新竹市立成德國民中學                 |
| 5    | 郭明德先生 | 1986年8月 | 1990年7月 | 原新竹縣立寶山國民中學校長轉任，調任新竹市立光華國民中學                 |
| 6    | 姜禮讓先生 | 1990年8月 | 1992年7月 | 原新竹縣立二重國民中學校長轉任，調任省立關西高級農業職業學校             |
| 7    | 莊博文先生 | 1992年8月 | 1996年7月 | 原新竹市立南華國民中學校長轉任，調任新竹市立光武國民中學                 |
| 8    | 曾其文先生 | 1996年8月 | 1998年8月 | 原新竹市立內湖國民中學校長轉任，屆齡退休                                 |
| 9    | 陳滿玉女士 | 1998年9月 | 2010年7月 | 原新竹縣立照門國民中學校長轉任，屆齡退休                                 |
| 10   | 蕭穗珍女士 | 2010年8月 | 2013年7月 | 原臺北市立中山女子高級中學學務主任升任，任內退休轉任越南胡志明市臺灣學校 |
| 11   | 謝大才先生 | 2013年8月 | 2020年7月 | 原學務主任升任，調職新竹市立虎林國民中學                                 |
| 12   | 洪碧霜女士 | 2020年8月 | 現任      | 原新竹市立三民國民中學校長轉任                                           |

## 爭議
2019冠狀病毒病疫情期間，BNT疫苗開始於台灣校園施打，香山高中在給予學生的通知單接種疫苗注意事項中提到未施打疫苗者，不得參加教育旅行、公民訓練等活動，被批評歧視拒絕施打疫苗的學生，時任校長洪碧霜後續因此事件而致歉。